# Kanifing Municipal
Kanifing Municipal (deutsch Gemeinde Kanifing) ist eine Gemeinde im westafrikanischen Staat Gambia. Sie gehört in der Verwaltungsgliederung Gambias, neben den Regionen und der City of Banjul als eigener Verwaltungsbezirk in der obersten Ebene der Verwaltungseinheiten.
Nach einer Berechnung von 2013 leben dort etwa 422.877 Einwohner, das Ergebnis der letzten veröffentlichten Volkszählung von 2003 betrug 322.410.

## Geographie
Die Gemeinde erstreckt sich auf eine Fläche von 76 km², sie grenzt im Osten an Banjul und im Süden an den Distrikt Kombo North der West Coast Region. Im Norden liegt die Mündung des Flusses Gambia, im Westen der Atlantik.

### Ortschaften
Folgende Orte gehörten 1993 zur Gemeinde:
- Serekunda, 362.986
- Bakau, 53.766
- Abuko, 8089

Über die Gliederung der Gemeinde besteht in den Quellen keine klare Linie.
| Gliederung nach Anna’s Travel Map | Gliederung nach Kanifing Municipal Council Waste Collection Ward Map |
| --- | --- |
| - Abuko - Bakau New Town - Bakoteh - Bundung Borehole - Bundung Six Junction - Dippa Kunda - Fagi Kunda (oder Faji Kunda) - Kanifing - Kololi - Latri Kunda Sabiji - Latri Kunda Yiringanya (oder kurz: Latri Kunda) - Manjai Kunda - New Jeshwang/Eboe Town - Old Bakau - Old Jeshwang - Serekunda - Tallinding | - Abuko - Bakau New Town - Bakoteh - Bundung Borehole - Bundung Six Junction - Dippa Kunda - Faji Kunda - Kololi - Latri Kunda Sabiji - Latri Kunda Yiringanya (oder kurz: Latri Kunda) - Manjai Kunda - New Jeshwang/Eboe Town - Old Bakau/Cape Point - Old Jeshwang - Serekunda - SK/London Corner - Talinding-North - Talinding-South |

## Bevölkerung
Nach einer Erhebung von 1993 (damalige Volkszählung) stellt die größte Bevölkerungsgruppe die der Mandinka mit einem Anteil von rund drei Zehnteln, gefolgt von den Fula und den Wolof. Die Verteilung im Detail: 35,9 % Mandinka, 11 % Fula, 16,5 % Wolof, 19,6 % Jola, 4,5 % Serahule, 4,4 % Serer, 2,0 % Aku, 3,1 % Manjago, 0,7 % Bambara und 2,3 % andere Ethnien.

## Geschichte
| \| Jahr \| Einwohnerzahl \| Bemerkung \| \| ---- \| ------------- \| ------------ \| \| 1963 \| 12.208 \| Volkszählung \| \| 1973 \| 39.404 \| Volkszählung \| \| 1983 \| 101.504 \| Volkszählung \| \| 1993 \| 228.214 \| Volkszählung \| \| 2003 \| 322.410 \| Volkszählung \| \| 2005 \| 345.191 \| Berechnung \| \| 2006 \| 356.843 \| Berechnung \| \| 2007 \| 368.628 \| Berechnung \| \| 2008 \| 380.625 \| Berechnung \| \| 2009 \| 392.570 \| Berechnung \| \| 2010 \| 404.610 \| Berechnung \| \| 2012 \| 429.072 \| Berechnung \| \| 2013 \| 422.877 \| Berechnung \| |               |              |
| Jahr | Einwohnerzahl | Bemerkung    |
| 1963 | 12.208        | Volkszählung |
| 1973 | 39.404        | Volkszählung |
| 1983 | 101.504       | Volkszählung |
| 1993 | 228.214       | Volkszählung |
| 2003 | 322.410       | Volkszählung |
| 2005 | 345.191       | Berechnung   |
| 2006 | 356.843       | Berechnung   |
| 2007 | 368.628       | Berechnung   |
| 2008 | 380.625       | Berechnung   |
| 2009 | 392.570       | Berechnung   |
| 2010 | 404.610       | Berechnung   |
| 2012 | 429.072       | Berechnung   |
| 2013 | 422.877       | Berechnung   |

## Politik

### Gemeinderat
Der Gemeinderat, der Kanifing Municipal Council (KMC), ist verantwortlich für das Gebiet, das auch als Kombo-St. Mary Area bekannt ist. Bis 1990 wurde der Gemeinderat als Kanifing Urban District Council (K.U.D.C.) bezeichnet. Vorsteher des Kanifing Municipal Council ist ein Lord Mayor, seit Mai 2018 ist Talib Ahmed Bensouda Amtsinhaber dieser Position.

### Wappen
Die Gemeinde Kanifing Municipal nutzt ein Wappen, das sich aus der Darstellung der Sonne, des Meeres, eines Krokodiles und einer Palme zusammensetzt.

### Verwaltungseinheit
Die Gemeinde war in der Verwaltungsgliederung Gambias, seit der Unabhängigkeit Gambias, eine der acht Local Government Areas (LGA).
Die Kanifing Municipal wird mit der City of Banjul auch als Greater Banjul Area (GBA) zusammengefasst. Die GBA hat eine Codierung nach ISO 3166-2 (GM-B).
Sitz der Gemeindeverwaltung ist in Kanifing, einem Stadtteil von Serekunda. Kanifing wird teils als Synonym für Serekunda verwendet.

### Städtepartnerschaften
- Taiwan, Kaohsiung (1999)[6]
- Senegal, Rufisque (2004)[7]
- Venezuela, Municipio Libertador (2007)[8]
- Vereinigte Staaten, Memphis[9]

## Persönlichkeiten der Gemeinde
Ehrenbürger von Kanifing Municipal
- 2021 – Gina Bass und Ebrima Camara (the keys to the city)[10]